# Terricciola
Terricciola est une commune italienne de la province de Pise, dans la région Toscane.

## Administration
| Période                                  | Période | Identité | Étiquette | Qualité |
| ---------------------------------------- | ------- | -------- | --------- | ------- |
|                                          |         |          |           |         |
| Les données manquantes sont à compléter. |         |          |           |         |

### Hameaux
Aia Bianca di Sopra (6,09 km), Aia Bianca di Sotto (6,42 km), Casanova (2,29 km), Chientina (4,98 km), La Rosa (3,17 km), La Sterza (5,49 km), Le Case (6,08 km), Morrona (2,34 km), Selvatelle (4,40 km), Soiana (4,71 km), Soianella (5,69 km), Stibbiolo (3,80 km).

### Communes limitrophes
Capannoli, Casciana Terme, Chianni, Lajatico, Lari, Peccioli.